# Sport w Krakowie

## Historia
Rok 1885 jest szczególną datą w dziejach krakowskiego sportu, gdyż wtedy powstało Towarzystwo Gimnastyczne „Sokół”. Dla członków klubu gimnastyka była równie ważna, co wychowanie kulturowo-oświatowe i patriotyczne. Jak ważny był właśnie patriotyzm dla działaczy „Sokoła”, świadczy przyjęcie za swego patrona Tadeusza Kościuszki i obowiązkowa organizacja obchodów rocznic z nim związanych. Przy sokolich sekcjach zakładano chóry, a także grupy teatralne.
W roku 1889 dr Henryk Jordan założył nieopodal Błoń pierwszy europejski park dla dzieci i młodzieży do lat 15. Cieszył się on znaczną popularnością, gdyż mieściły się tam liczne obiekty sportowe (boiska, basen...), jak i place zabaw. Krakowskie życie sportowe koncentrowało się na Błoniach. Tamże, w roku 1894 rozegrano pierwszy mecz futbolowy. Kilkanaście lat później, w 1906 roku, powstały jedne z najbardziej znanych polskich klubów sportowych: Klub Sportowy Cracovia i Towarzystwo Sportowe Wisła Kraków, a także Juvenia Kraków. W 1924 roku z inicjatywy krakowian założono Ognisko Krakowskie Polskiej YMCA. Dzisiaj jest to organizacja sportowa zrzeszająca krakowską młodzież, oferująca uprawianie wielu dyscyplin sportowych.

## Dyscypliny

### Letnie

#### Piłka nożna

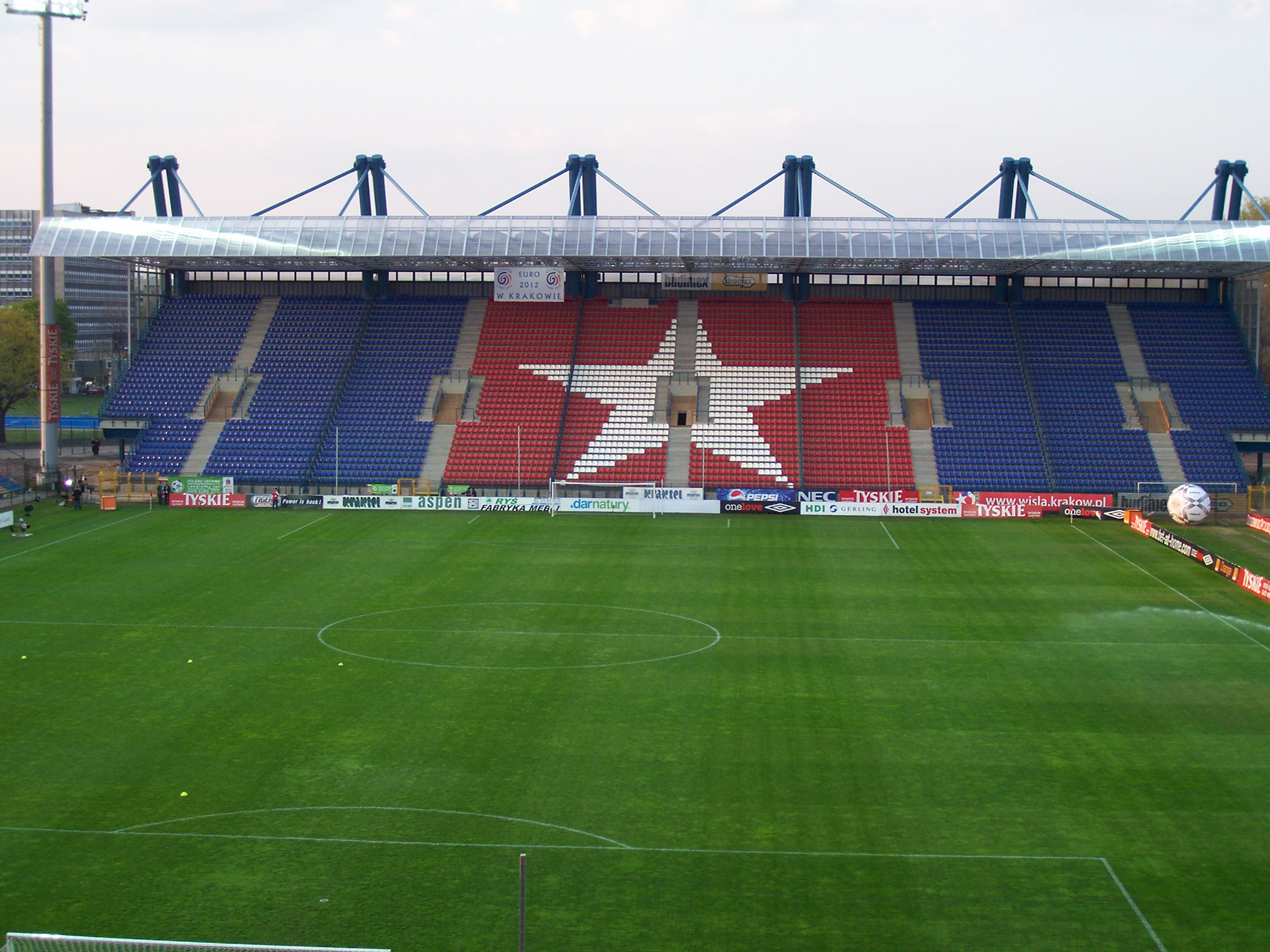
Stadion TS Wisła

Od ponad 100 lat rozwijają się tutaj kluby sportowe, a w szczególności piłkarskie. Krakowska piłka nożna może poszczycić się również wieloma sukcesami, szczególnie na arenie krajowej. Oto mistrzowie i medaliści rozgrywek o mistrzostwo Polski:
- Wisła Kraków: 13 mistrzostw (lata: 1927, 1928, 1949, 1950, 1978, 1999, 2001, 2003, 2004, 2005, 2008, 2009, 2011); 12 medali srebrnych; 9 brązowych
- Cracovia: 5 mistrzostw (1921, 1930, 1932, 1937, 1948); 2 medale srebrne; 2 brązowe
- Garbarnia Kraków: 1 mistrzostwo (1931); 1 medal srebrny (1929)
- Wawel Kraków: 1 wicemistrzostwo (1953)
- Hutnik Kraków: 1 brązowy medal (1996)

Cracovia była pierwszym oficjalnym mistrzem Polski (w 1921 r.), natomiast Wisła w tabeli wszech czasów polskiej Ekstraklasy zajmuje 2. miejsce

#### Siatkówka
W Krakowie istnieje wiele drużyn grających w siatkówę. Należy tu zaliczyć m.in. drużynę WKS Wawel (I liga), Cracovii (II liga), AZS AWF Kraków (II liga), AZS AGH Wisła Kraków (II liga) czy Armatura Kraków (III liga). Jednak najlepszymi wynikami może pochwalić się kobieca sekcja TS Wisła Kraków.
Sukcesy wiślackich siatkarek:
- Złote medale:1959,1969, 1970, 1982 i 1984
- Srebrne medale:1947, 1958, 1960, 1966, 1971, 1972, 1976, 1977, 1981, 1985, 1990 i 1993
- Brązowe medale:1955, 1956, 1957, 1961, 1962, 1963, 1965, 1968, 1988 i 1995

Drużyna „Białej Gwiazdy” powstała w 1928 i już rok później wywalczyła wicemistrzostwo Krakowa. Po II wojnie nastąpiło odrodzenie drużyny, by w 1947 zdobyć tytuł wicemistrza Polski. Zakwalifikowało to Wisłę do rozgrywek ligowych rozpoczętych w 1954 roku. Do tej pory drużyna opuściła szeregi ekstraklasy tylko 3 razy (wiosna 1973, wiosna 1996, sezon 00/01)
Wisła zwyciężała z Dynamem Berlin, reprezentacją Chin czy Białorusi, Slavią Praga. W europejskich pucharach siatkarki awansowały do ćwierćfinału Pucharu Europy w 1970. W 1977 zagrały w ćwierćfinale Pucharu Zdobywców Pucharu, a rok później grały w półfinale. Puchar Konfederacji kończyły na półfinale w 1992 roku i ćwierćfinale w 1994.

#### Futsal
Z Krakowa obecnie w rozgrywkach ogólnopolskich występuje jedna drużyna – Wisła Krakbet Kraków. Na najwyższym szczeblu rozgrywkowym występowało w sumie pięć drużyn z tego miasta:
- Wisła Krakbet Kraków: mistrz Polski (2012/2013), zdobywcy Pucharu Polski (2010/2011, 2013/2014)
- Baustal Kraków: mistrz Polski (2003/2004, 2004/2005), zdobywcy Pucharu Polski (2002/2003, 2004/2005)
- Kupczyk Kraków: zdobywcy Pucharu Polski (2007/2008)
- ZIS Gaszyńscy Kraków
- Goldenmajer Kraków

#### Jeździectwo
Mieści się tu wiele ośrodków jeździeckich, w których z nauki jazdy konnej, bądź doskonalenia nabytych już umiejętności korzysta wielu miłośników tego sportu. Mówiąc o krakowskim świecie jazdy konnej, należy wspomnieć o jednym z najbardziej znanych klubów – WLKS Krakus Swoszowice. Jego zawodnicy od lat zajmują czołowe miejsca w konsursach w dyscyplinie skoków przez przeszkody i ujeżdżenia. Kolejnym klubem wartym poświęcenia uwagi jest powstały w 1957 roku Krakowski Klub Jazdy Konnej. Pierwszym trenerem KKJK był szef wyszkolenia kawalerii – major Adam Królikiewicz. Dzisiaj odbywa się Memoriał im. mjr Królikiewicza, na który przybywa wielu zawodników. W Krakowie działa również Klub Turystyki Konnej „Tabun”, Ośrodek Jazdy Konnej „Pegaz”, TKKF „Przyjaciel Konika”, KJ „Decjusz”, Szwadron Kawalerii im. Józefa Piłsudskiego, KJ „Mustang”, KJK „Klan”.

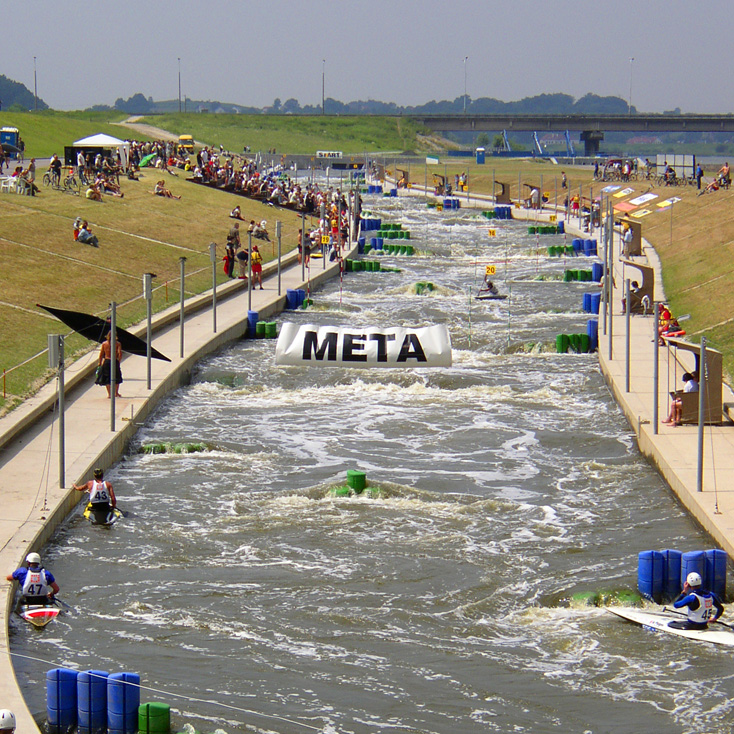
Tor kajakarstwa górskiego w Krakowie

#### Kajakarstwo
Kraków jest jednym z trzech ośrodków na świecie (oprócz Madrytu i Sydney), mogącym pochwalić się najnowocześniejszym torem kajakarstwa górskiego, który w 2004 r. jako jeden z 8 miejsc na świecie uzyskał rangę kontynentalnego ośrodka szkoleniowego w kajakarstwie górskim pod patronatem ICF. Tor jest również obiektem przygotowań olimpijskich Polskiego Związku Kajakarstwa. Swoją siedzibę posiada tu także Krakowski Klub Kajakowy.
Krakowski tor kajakarstwa górskiego powstał w starorzeczu Wisły, w sąsiedztwie Tyńca i Bielan, gdzie wkomponowuje się w podkrakowski krajobraz. Rozgrywane są na nim liczne zawody rangi krajowej i międzynarodowej.

#### Tenis ziemny
Tenis jest jednym z bardziej lubianych sportów w Krakowie. Wiele osób spotyka się na kortach w wolnych chwilach dla poprawienia swojej kondycji, a także w celu spędzenia czasu w miłej atmosferze.

#### Pływanie
Pływanie jest bardzo rozpowszechnionym sportem w Krakowie. Wiele młodych osób uczęszcza na basen w celach rekreacyjnych. W Krakowie znajduje się wiele basenów. Dużą popularnością cieszy się basen na ulicy Grochowskiej w Szkole Mistrzostwa Sportowego (SMS). W tym miejscu często też są organizowane zawody pływackie, które cieszą się dużym zainteresowaniem.
Na tym basenie trenowała zawodniczka Otylia Jędrzejczak. Jest ona osobą, która ma na swoim koncie wiele sukcesów, m.in. zdobyła złoty medal podczas ostatnich Igrzysk Olimpijskich.

#### Rugby
W rugby w Krakowie gra się od 1973 roku, kiedy powstała sekcja rugby RzKS Juvenii Kraków. Obecnie drużyna ta bierze udział w rozgrywkach I ligi oraz odnosi sukcesy w turniejach polskich i międzynarodowych. Drugim klubem rugby w Krakowie jest Nowa Huta Rugby Klub, powstała w 2004 r. Ostatnio Kraków stał się celem odwiedzin wielu zagranicznych drużyn rugby, głównie z Wysp Brytyjskich, co przyczynia się do większego rozwoju tej dyscypliny w Krakowie.

#### Futbol amerykański
Pierwsza drużyna futbolu amerykańskiego w Małopolsce powstała w marcu 2006 roku. Kraków Tigers zrzeszała studentów krakowskich uczelni a także uczniów szkół ponadgimnazjalnych. Drużyna seniorska występowała w Polskiej Lidze Futbolu Amerykańskiego. Druga drużyna działająca na terenie Krakowa, Kraków Knights, powstała w 2006 roku, od 2008 występuje w Polskiej Lidze Futbolu Amerykańskiego. Od 2013 r. reprezentowany jest w PLFA I przez drużynę Kraków Football Kings, powstałą z połączenia zawodników Knights i Tigers. W 2015 roku Kraków Tigers wznowili samodzielną działalność i występują w PLFA II. Kraków Football Kings dwukrotnie z rzędu w latach 2013 oraz 2014 dochodzili do półfinału PLFA I, oraz dwukrotnie l latach 2015 oraz 2017 do finału PLFA I.  W 2015 drużyna ta wygrała mistrzostwo Polski PLFA I.

#### Baseball
Od czerwca 2009 trwają działania mające na celu utworzenie pierwszego klubu baseballowego na terenie Krakowa.

#### Golf

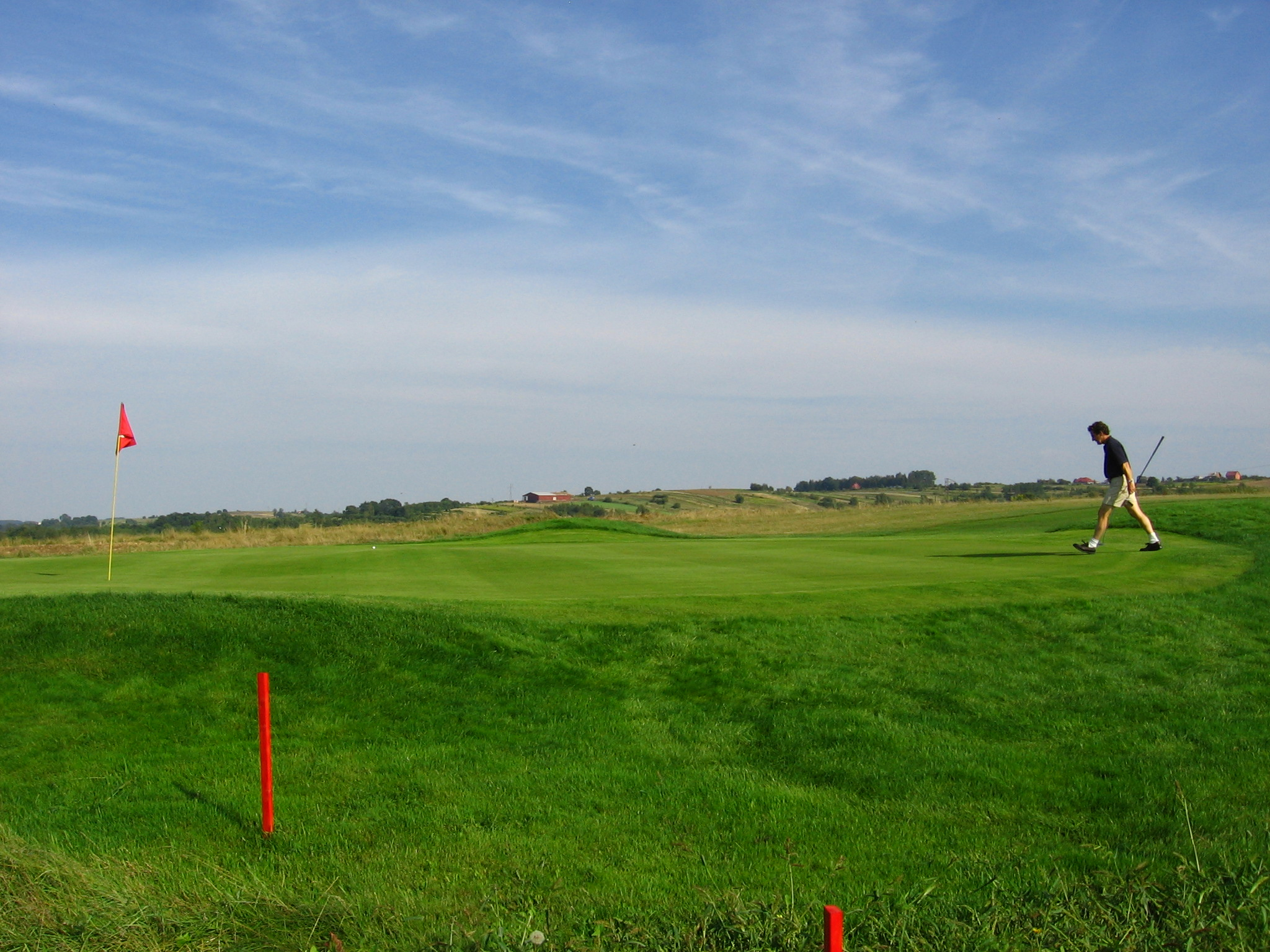
Green trzeciego dołka pola RKGCC

Pierwszy Driving Range w okolicy Krakowa został otwarty w 1999 w Ochmanowie koło Wieliczki jako część inwestycji związanej z budową pola Royal Kraków Golf & Country Club. Samo 9-dołkowe pole w Ochmanowie do gry jest dostępne od 2001 roku. Drugi Driving Range wraz z 6-dołkowym polem treningowym powstał w 2002 w Paczółtowicach koło Krzeszowic w ramach budowanego obiektu Krakow Valley Golf & Country Club. W pierwszej połowie 2003 KVGCC otwarł pierwszą dziewiątkę budowanego pełnego pola, a w 2004 zakończył budowę obiektu dodając drugą dziewiątkę. Przy obu polach golfowych działają kluby zrzeszające graczy-amatorów. Pod koniec 2008 zrzeszały one łącznie około 120 golfistów. Najbardziej utytułowanym zawodnikiem regionu jest Łukasz Wilk, zdobywca licznych nagród w rozgrywkach krajowych zarówno indywidualnych jak i drużynowych.
Żeglarstwo:

### Zimowe

#### Hokej
Hokej w Krakowie jest zdominowany przede wszystkim przez drużynę Cracovii, która jest obecnie jedynym klubem z sekcją hokejową w tym mieście. Oczywiście na terenie miasta Kraków istniały inne drużyny hokejowe takie jak: Jutrzenka Kraków, Makkabi Kraków, Legia Kraków (Robotniczy Klub Sportowy; powstał przed II wojną światową), AZS Kraków, Dębnicki Kraków, Wawel Kraków (założony w 1919 roku), Gwardia Kraków (wcześniej Wisła), Sokół Kraków, Wisła Kraków, Olsza Kraków (klub kolejowy).
Popularne „Pasy” zdobywały tytuł mistrza polski dziesięciokrotnie. Pierwsze trofeum zostało zdobyte w 1937, choć o początki gry w hokej mówi się już w 1912 roku. Cracovia zdobywała jeszcze tytuły w latach 1946, 1947, 1948, 1949, 2006, 2008, 2009, 2011 i 2013.
Pierwsza drużyna hokejowa powstała około 1923 roku. Składała się ona głównie z młodzieży uczącej się w Gimnazjum im. Jana III Sobieskiego. Pierwszym trenerem został dr Józef Lustgarten, a pierwszy mecz drużyny zakończył się zwycięstwem „Pasów” 1:0 nad AZS-em. W 1926 roku w Krakowie odbywają się nieoficjalne mistrzostwa tego miasta, w których biorą udział takie zespoły jak: Cracovia, Jutrzenka i Makabbi. Wszystkie mecze o to trofeum zostają wygrane przez Cracovię. Przed wojną sekcja hokeja na lodzie została zdominowana przez „Pasy”, które wygrały wszystkie przedwojenne mistrzostwa Krakowa.
Wygrana w tego typu rozgrywkach dawała prawo gry w Mistrzostwach Polski. Pierwsze zetknięcie Cracovii z tymi rozgrywkami, w roku 1926 (w tym samym roku Cracovia przystępuje do Polskiego Związku Hokeja na Lodzie) skończyło się zajęciem piątego miejsca.
- 1937 – tytuł mistrzowski
- 1948 – z powodu Igrzysk Olimpijskich i wczesnej wiosny (powodującej roztopienia się lodu na lodowiskach) nie rozegrano wszystkich meczów i PZHL zdecydowała o przyznaniu tytułu Cracovii.

W 1952 roku „Pasy” spadły do II ligi, a dwa lata później do klasy wojewódzkiej. W 1955 roku Cracovia znów powraca do grona najlepszych zespołów Polsce, by po roku znowu spaść do niższej klasy rozgrywek. Na awans kibicom Cracovii przyszło czekać do roku 1977 Radość kibiców nie trwała długo, gdyż hokeiści znów nie mogli wywalczyć utrzymania się w ekstraklasie. W sezonie 1980/1981, mimo fatalnej kondycji finansowej zespołu „Pasy” awansują do elity rozgrywek hokejowych w Polsce.
Sezon 2005/2006 to powrót Cracovii. Po wielu latach posuchy w krakowskim hokeju „Pasy” zdobywają mistrzostwo Polski. Drużyna, w której skład wchodzi wielu reprezentantów Polski okazała się lepsza w meczach finałowych od GKS-u Tychy. Sukces ten „Pasy” powtórzyły w sezonach 2007/08 i 2008/09 ponownie pokonując w finale GKS Tychy.
W Krakowie, od 2004 roku, istnieje także drużyna hokeja żeńskiego działająca pod banderą klubu KS Cracovia 1906. Krakowskie hokeistki występują w Polskiej Lidze Hokeja Kobiet, a sezon 2011/2012 zakończyły na 8 miejscu w tabeli 9-ciodrużynowej.

#### Narciarstwo
Od lat 20. do 50. XX wieku funkcjonowały w mieście skocznie narciarskie.
Od wielu lat na terenie całego miasta działa szereg klubów narciarskich zajmujących się narciarstwem alpejskim.
Reprezentanci wielu z Krakowskich klubów zdobywają liczne nagrody w zawodach narciarskich, między innymi tych organizowanych przez Małopolski Okręgowy Związek Narciarski. Szczególnie popularna jest „Liga MOZN”.
Nie można natomiast znaleźć w Krakowie klubów zajmujących się biegami narciarskimi

## Krakowskie obiekty sportowe

### Stadiony
- Stadion KS Cracovia
- Stadion Miejski im. Henryka Reymana w Krakowie
- Stadion KS Korona
- Stadion WKS Wawel
- Stadion AWF
- Stadion piłkarski i żużlowy BKS Wanda Kraków
- Stadion RzKS Juvenia Kraków
- stadion K.S. Polonia Kraków
- Stadion KS Hutnik Kraków – Stadion Suche Stawy
- Stadion RKS Garbarnia Kraków
- Stadion przy ul. Wojciecha Lipowskiego 6 Bieżanowianka Kraków
- Stadion w Parku Jerzmanowskiego – „Kolejarz” Prokocim Kraków
- Stadion Prądniczanki

### Korty tenisowe
- Kort Tenisowy „Krakowianka”
- Kort Tenisowy „Nadwiślan”
- Wola Sport Paradise
- Kort Tenisowy na hali sportowej Ośrodka Sportu i Rekreacji Kolna, ul. Kolna 2 Kraków
- Kort Tenisowy Krakowski kolejowy klub sportowy – „KKKS”
- Krakowski Klub Tenisowy- „KKT”
- Kraktenis

### Hale sportowe
- Hala Sportowa w Ośrodku Sportu i Rekreacji Kolna, przy Krakowskim Klubie Kajakowym, ul. Kolna 2, tel. 12 259 35 40
- Hala TS Wisła
- Hala Kartigowa
- Hala sportowa w klubie ”Armatura”
- Hala sportowa w Szkole Podstawowej nr 155
- Hala sportowa w Szkole Podstawowej nr 130
- Hala Sportowa Szkoły Aspirantów Państwowej Straży Pożarnej, os. Zgody 13b
- Hala Prądniczanki
- Hala sportowa w III Liceum Ogólnokształcące im. Jana Kochanowskiego w Krakowie

### Baseny

#### Odkryte
- Clepardia, ul. Mackiewicza 14
- OSiR Krakowianka, ul. Bulwarowa 1
- OSiR Krakowianka, ul. Eisenberga 2

#### Kryte
- Basen w Ośrodku Sportu i Rekreacji „Kolna”, przy Krakowskim Klubie Kajakowym, ul. Kolna 2,
- Basen Uniwersytetu Ekonomicznego, ul. Rakowicka 27
- Pływalnia Uniwersytetu Pedagogicznego, ul. Ingardena 4
- Międzyszkolny Basen Pływacki, os. Kolorowe 29
- Międzyszkolny Basen Pływacki, ul. Francesco Nullo 23
- Basen TS Wisła, ul. Reymonta 22
- Basen KS Korona, ul. Kalwaryjska 9
- Basen SKS Tomex, ul. Ptaszyckiego 4
- Park wodny, ul. Dobrego Pasterza 126
- Basen Centrum Młodzieży im. Henryka Jordana YMCA Kraków, ul. Krowoderska 8
- Basen Centrum Sportu i Rekreacji Cascada, ul. Szuwarowa 1
- Hotel Novotel, ul. Armii Krajowej 11
- Hotel Orient, ul. Sołtysowska 25a
- W.M. Hotel System, al. 29 Listopada 189
- Basen KSOS Kurdwanów – ul. Wysłouchów 38
- Basen KSOS – al. Powstania Warszawskiego 6
- Basen KSOS SPORT J&J CENTER SKOTNIKI – ul. Winnicka 40
- Centrum Rozwoju Com-Com Zone, ul. Ptaszyckiego 4
- Com-Com Zone, ul. Kurczaba 29, os. Prokocim Nowy
- Basen AGH, ul. Buszka 4

#### Kąpieliska
- Zalew Bagry, kąpielisko miejskie
- Zalew Zakrzówek
- zalew w Przylasku Rusieckim
- Zalew na Piaskach w Kryspinowie

### Kluby fitness i siłownie
- Ośrodek Sportu i Rekreacji „Kolna”, ul. Kolna 2
- MODELINIA Studio Modelowania Sylwetki, ul. Złoty Róg 54a
- A3 Sport Fitness
- Euro Fitness Club I
- Fitness Studio Xtreme
- Ośrodek Sportu Kultury i Rekreacji „Podwawelski”
- Centrum Rekreacji „Fitness & Wellness”
- Fitness Klub Pi
- A&J Fitness Club
- Magic Fitness ul. Rusznikarska 14 lokal 24
- Ośrodek Szkoleniowo-Żeglarski Horn – siłownia

### Pola golfowe
- Royal Kraków Golf & Country Club, Ochmanów k. Wieliczki.
- Krakow Valley Golf & Country Club, Paczółtowice k. Krzeszowic.

### Pozostałe
- Baloniarstwo – Harcerski Klub Balonowy
- Lodowisko KS Cracovia
- Hipodrom WLKS Krakus Swoszowice
- Hipodrom Krakowskiego Klubu Jazdy Konnej
- Tor Kajakarstwa Górskiego – Krakowski Klub Kajakowy
- Yacht Klub
- Ściana Wspinaczkowa
- Klub Żeglarski Horn Kraków
- Capoeira. unicar.krakow.pl. [zarchiwizowane z tego adresu (2013-11-04)].

## Krakowskie kluby sportowe
| Nazwa klubu               | Sekcje sportowe |
| ------------------------- | --- |
| Albertus Kraków           | piłka nożna |
| Armatura Kraków           | piłka nożna (od 2019 tylko drużyny młodzieżowe), siatkówka                                                          |
| Bieżanowianka Kraków      | piłka nożna, zapasy                                                                                                 |
| Borek Kraków              | piłka nożna, siatkówka                                                                                              |
| Bratniak Kraków           | piłka nożna |
| Bronowianka Kraków        | piłka nożna, tenis stołowy                                                                                          |
| Bronowicki KS Kraków      | piłka nożna |
| Clepardia Kraków          | piłka nożna, judo                                                                                                   |
| Cracovia                  | hokej na lodzie, piłka nożna, koszykówka, lekkoatletyka, łyżwiarstwo figurowe, siatkówka, kolarstwo, karate, szachy |
| Dąbski Kraków             | piłka nożna |
| Dragoons Kraków           | piłka nożna |
| Fairant Kraków            | piłka nożna |
| Garbarnia Kraków          | piłka nożna |
| Grębałowianka Kraków      | piłka nożna |
| Hutnik Kraków             | piłka nożna |
| Juvenia Kraków            | rugby union |
| Kabel Kraków              | piłka nożna |
| Korona Kraków             | koszykówka, pływanie, wspinaczka, szachy, gimnastyka                                                                |
| Krakowski Klub Curlingowy | curling |
| Krakus Swoszowice         | piłka nożna |
| Kraków Kings              | futbol amerykański                                                                                                  |
| Kraków Tigers             | futbol amerykański                                                                                                  |
| MKŁ Krakowianka           | łyżwiarstwo figurowe                                                                                                |
| Nadwiślan Kraków          | piłka nożna, kajakarstwo, tenis ziemny                                                                              |
| Opatkowianka Opatkowice   | piłka nożna |
| Orzeł Piaski Wielkie      | piłka nożna |
| Płaszowianka Kraków       | piłka nożna, łucznictwo                                                                                             |
| Płomień Kostrze           | piłka nożna |
| Podgórze Kraków           | piłka nożna |
| Pogoń Kraków (Skotniki)   | piłka nożna |
| Polonia Kraków            | piłka nożna, koszykówka, futbol amerykański                                                                         |
| Prokocim Kraków           | piłka nożna |
| Prądniczanka Kraków       | piłka nożna, tenis stołowy                                                                                          |
| Pychowianka Kraków        | piłka nożna |
| KS Rybitwy                | piłka nożna |
| Strzelcy Kraków           | piłka nożna |
| Tramwaj Kraków            | piłka nożna, szachy, tenis stołowy                                                                                  |
| KS Tyniec (Kraków)        | piłka nożna |
| Universum Kraków          | piłka nożna |
| Wanda Kraków              | żużel (do 2020), piłka nożna (jako Wanda Nowa Huta), boks, siatkówka                                                |
| Wawel Kraków              | piłka nożna, siatkówka                                                                                              |
| Wisła Kraków              | piłka nożna, koszykówka, siatkówka kobiet, boks, brydż, gimnastyka, judo, strzelectwo                               |
| Wróblowianka Wróblowice   | piłka nożna |
| Victoria Kraków           | piłka nożna |
| Zjednoczeni Branice       | piłka nożna |